# プロフィールビデオ
プロフィールビデオは、結婚披露宴におけるビジュアル演出の一種。新郎及び新婦の幼少期から結婚に至るまでの写真や映像を素材に構成されたプロフィール紹介のフィルムである。映像制作の簡易化により結婚披露宴で上映され始めたサービスである。「生い立ちビデオ」とも呼ばれる。最近定番の披露宴演出の一つで、主に披露宴での余興や中座中に流されることが多い。

多くは披露宴会場での演出オプションとして提供されているが、オリジナルウェディングを目指す人達は専門の制作業者に外注することもある。またiMovieなどの映像ソフトの普及により自分で写真や動画を編集して制作する人達も増えている。
最近では写真に動きを付けて編集する他、テロップ入れやタイトル入れ、エフェクト処理、撮影した映像を編集に加えたり、CG等を使ったサービスも出てきている。更にはドラマ、映画のパロディー風の映像に仕上げたもの、ふたりの子どもの合成ビデオなど凝ったものが増えてきている。

## 概要
プロフィールビデオは、新郎新婦の誕生から現在までの生い立ちを成長の過程に合わせて編集・紹介した映像の事をさす。その内容から「生い立ちビデオ」と呼ばれる事もしばしばある。また映像が一般化する前は、スライド映写機によるポジフィルムの投影を行っていたこともあり、その様子から「スライドショー」とも呼ばれていたこともあった。プロフィールビデオ上映にはプロジェクターとスクリーン、大型液晶画面などに上映する。
結婚式場にプロフィールビデオを依頼する場合の相場はネット上のテンポでは1～2万円が主流・式場での価格は4〜10万円程度もしくはそれ以上になる事もあるが内容的には違いは無い。その際、好きな音楽を使える場合とそうでない場合がある。これは音楽に著作権問題は、上映の回数、上映場所によって決まるので、上映の主体となる場所で上映の回数や時間に応じての支払いとなる。同じ映像でも1回だけ使うのと2回使うのでは発生する著作権料は変わってくるのが実情である。また、写真の背景に写っている企業ロゴや商標やキャラクター権を有するキャラクター（有名テーマパークでのキャラクターとの写真）などについては著作権者の同意が必要かどうかを検討する必要がある。

## 演出の問題
プロフィールビデオは挙式をあげる二人が主体となって制作するのが本来の姿であり、その演出は挙式を上げる二人がご来賓のお客様へ自分たちを紹介するということである。技術的にスライドショーを作るということはパソコンがあれば容易なことであるが、挙式をあげる本人達の生い立ちをどのように紹介したかということで本来は評価されるべきものである。

## 動画に使用する音楽や映像などの著作権
プロフィールビデオに使用するバックミュージックは、どのような音楽を使用してもよいわけではない。自身で購入した音楽であっても全ての音楽には、著作権・著作隣接権があり、無断で映像に挿入し披露宴で流すことは違法である。
著作権フリーでない音楽を映像に合わせて上映したい場合は、無音で映像を作成し、披露宴会場にて映像と同時に音楽を流す方法がある。その場合も披露宴会場が包括契約で「演奏権」を支払っている必要がある。
映像に著作権のある音楽を挿入したい場合は、著作権・著作隣接権の申請手続きを行う必要がある。2014年4月より運用を開始したisum （アイサム）  と呼ばれる一般社団法人音楽特定利用促進機構では処理手続きをオンラインで行え、これまで個人では非常に複雑であった手続きがワンストップで行えるようになっている。ただし、2014年12月現在、isumで申請できる音楽は600曲台であり、まだ全ての音楽を簡単に映像に挿入することは難しかった。このISUMの登録楽曲は、新郎新婦やウェディング関係者からの実際に使用したいリクエスト曲を申請することで曲数が増える仕組みになっているため、2019年には実際に結婚式で使用した(したい)15,000曲を超える楽曲が登録されたため、音楽の利用が簡単にできるようになったといえる。
この音楽著作権の問題とは別に、映像を真似る『パロディプロフィールムービー』にも著作権上の問題がある。
以前は映画の映像を勝手に使用したり、ハリウッド俳優や外国の大統領などの映像を勝手に使用するなど、明確に問題のある映像が作られていたが、現在では日本国際映画著作権協会（JIMCA）の違法性の周知とウェディング業界への働きかけによって明白に問題のある映像は結婚式場が上映を拒否することによってなくなった。
しかし現在の問題として、TV番組や映画のシーンなどを真似て作られる映像(いわゆるパロディ映像)のパロディプロフィールムービーには、重大な法的問題が発生するリスクがある。パロディに寛容な国や寛容でない国など世界にはさまざまあるが、日本国の著作権法上にある著作者人格権の侵害問題を回避することが極めて困難である。